# Христиани, Александр Григорьевич
Алекса́ндр Григо́рьевич Христиани (22 октября 1871 — 1 ноября 1914) — русский офицер, герой Первой мировой войны.

## Биография
Православный. Из дворян.
Окончил 2-ю Санкт-Петербургскую гимназию (1890) и 2-е военное Константиновское училище (1892), выпущен подпоручиком в лейб-гвардии Егерский полк.
Чины: поручик (1895), штабс-капитан гвардии с переименованием в капитаны ГШ (1898), подполковник (1902), полковник (1907).
В 1898 году окончил Николаевскую академию Генерального штаба с малой серебряной медалью (по 1-му разряду).
Служил старшим адъютантом штаба 2-й гвардейской пехотной дивизии (1900) и 1-го армейского корпуса (1900—1902). В 1900—1901 отбывал цензовое командование ротой в лейб-гвардии Егерском полку. В 1902 году состоял обер-офицером для поручений и и. д. штаб-офицера для поручений при штабе войск Гвардии и Петербургского военного округа.
Затем служил штаб-офицером для особых поручений при штабе Гвардейского корпуса (1902—1908). В 1906 году отбывал цензовое командование батальоном в лейб-гвардии Стрелковом полку. В 1908—1913 годах был начальником штаба 1-й гвардейской пехотной дивизии.
31 июля 1913 года был назначен командиром 199-го пехотного Кронштадтского полка, с которым вступил в Первую мировую войну. Был награждён Георгиевским оружием (1915)
За то, что, командуя полком в бою 1 ноября 1914 г. и находясь на позиции под сильным артиллерийским и ружейным огнём противника, проявлением личной храбрости ободрял чинов полка, причем был ранен в руку, но остался в строю и продолжал руководить боем, а затем лично повел полк в контр-атаку против наседавшего противника, подавая нижним чинам полка пример отваги и мужества, и довел его до штыкового удара; во время атаки вторично был тяжело ранен, отчего и скончался.
Похоронен в Павловске.

## Награды
- Орден Святого Станислава 3-й ст. (1899);
- Орден Святой Анны 3-й ст. (1902);
- Орден Святого Станислава 2-й ст. (1905);
- Орден Святой Анны 2-й ст. (1910);
- Орден Святого Владимира 4-й ст. (1913);
- Георгиевское оружие (ВП 18.03.1915).